# Donja Trnica
Donja Trnica (en serbe cyrillique : Доња Трница) est un village de Serbie situé dans la municipalité de Trgovište, district de Pčinja. Au recensement de 2011, il comptait 171 habitants.

## Tourisme

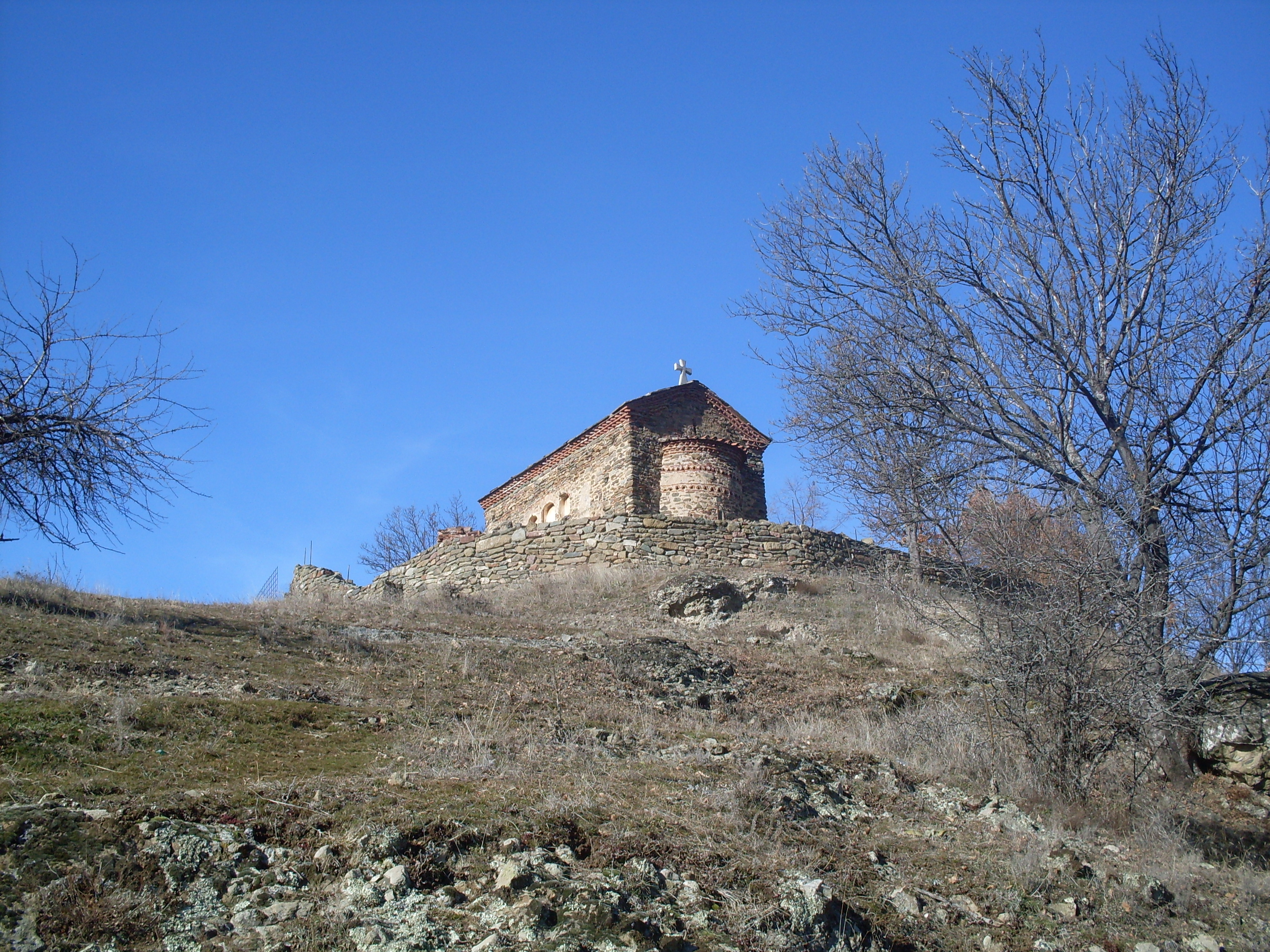
L'église de la Mère-de-Dieu sur le Vražji kamen, entre 1350 et 1380.

## Démographie
| 1948 | 1953 | 1961 | 1971 | 1981 | 1991 | 2002 | 2011 |
| ---- | ---- | ---- | ---- | ---- | ---- | ---- | ---- |
| 453  | 479  | 431  | 311  | 284  | 248  | 213  | 171  |

|  |